# Rymdturism

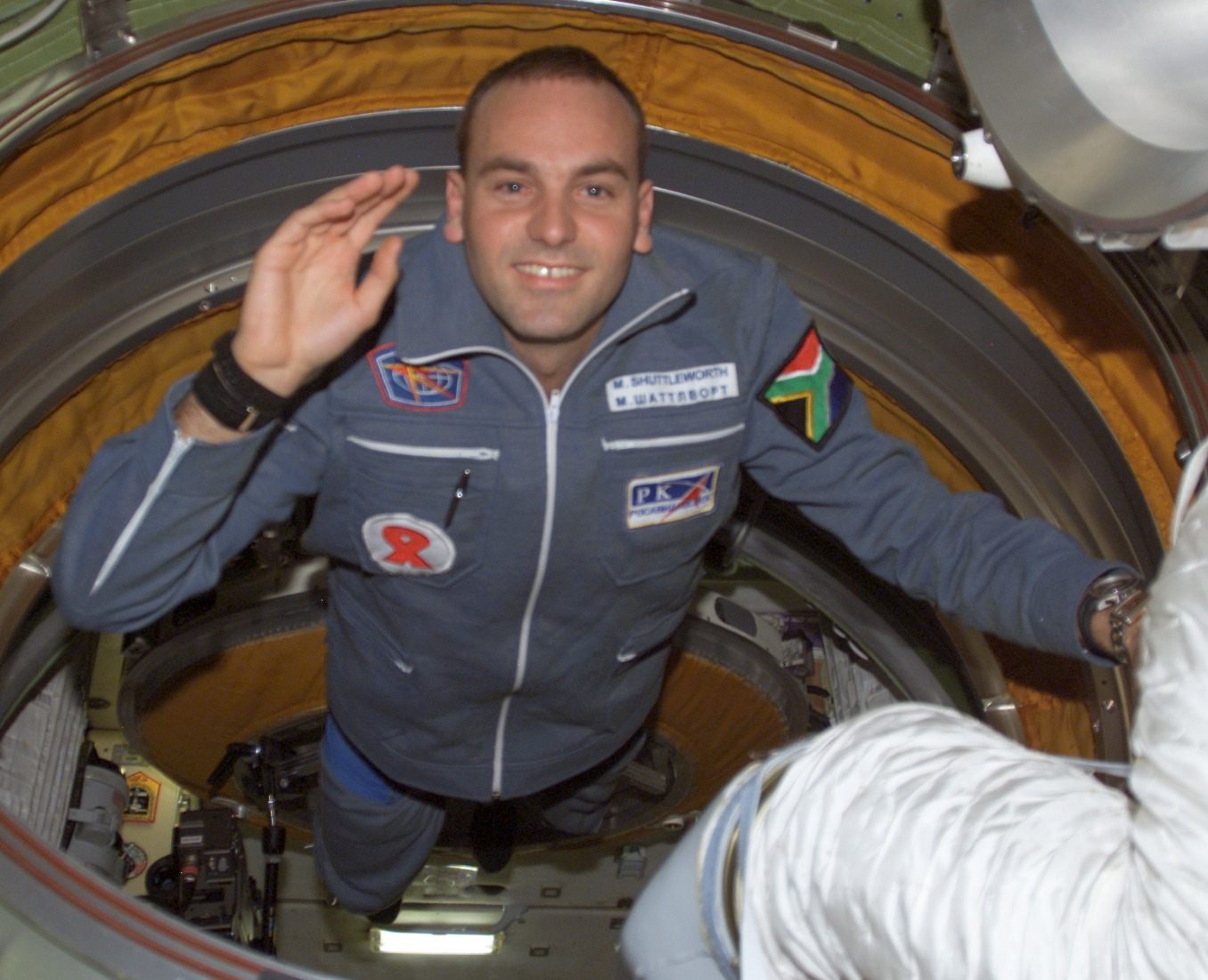
Rymdturisten Mark Shuttleworth

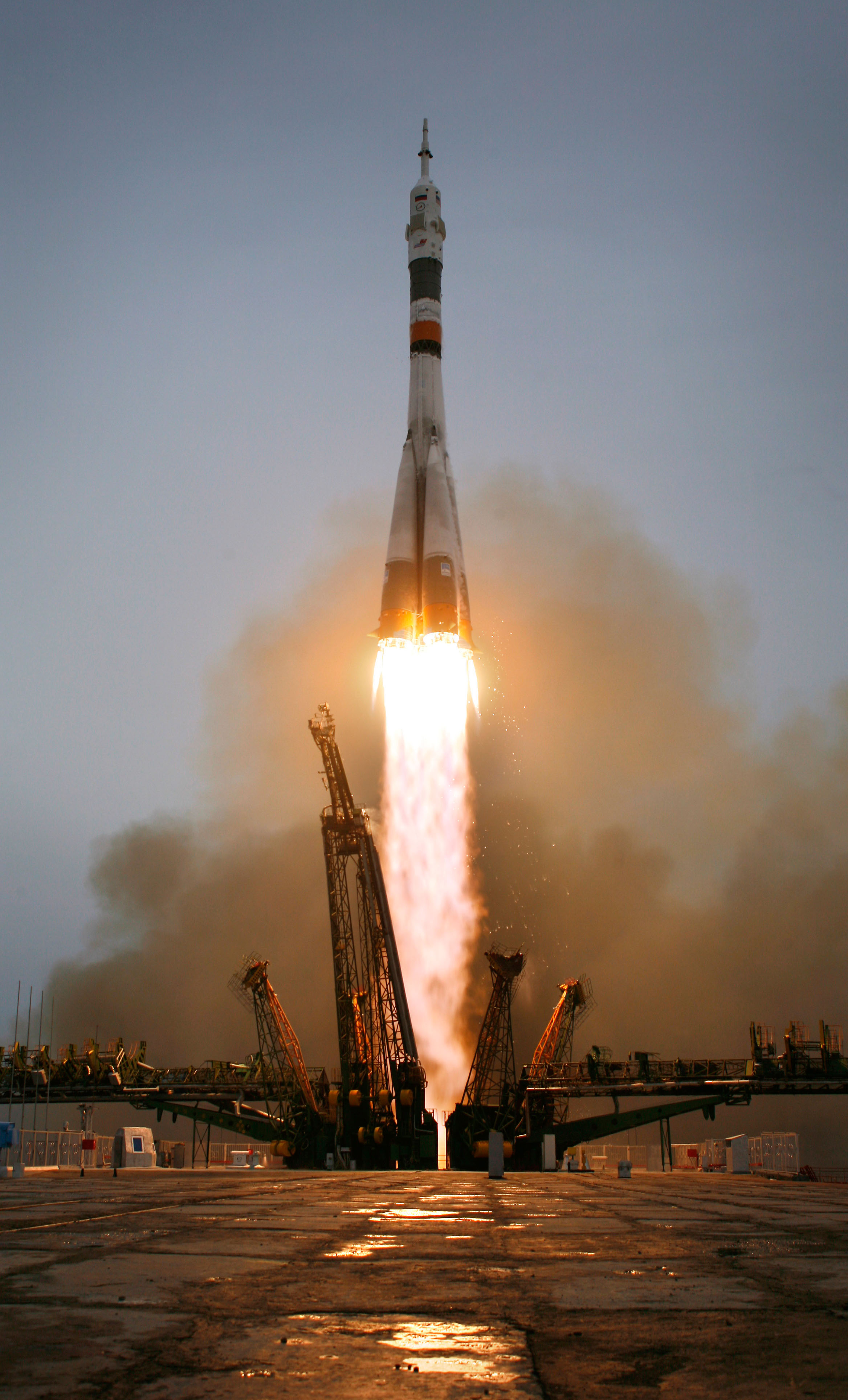
De första rymdturisterna sköts upp med en Sojuzraket.

Rymdturism är rymdresor där privatpersoner deltar på egen bekostnad.
Under 1960- och 70-talen trodde många att så kallade "rymdhotell" skulle vara i bruk kring år 2000, och många trodde att i början av 2000-talet skulle alla familjer i västvärlden kunna åka på semester till månen. Än så länge är dock rymdturism så dyrt att bara ytterst förmögna personer och företag har råd med det.
Det som främst lockar med rymdturism är upplevelsens originalitet, den storslagna känslan av att se jorden från rymden, som statussymbol, samt för känslan av tyngdlöshet.

## Milstolpar
Dennis Tito från USA blev 28 april-6 maj 2001 den förste rymdturisten då han åkte med den ryska farkosten Sojuz TM-32 till den Internationella rymdstationen (ISS) och sedan tillbaka till Jorden.
I september 2006 blev Anousheh Ansari den första kvinnliga rymdturisten.
I mars 2009 blev Charles Simonyi den förste rymdturist att besöka rymden en andra gång. Han gjorde sin första rymdresa i april 2007.

## Rymdturistföretag

### Virgin Galactic
Virgin Galactic är ett brittiskt företag som planerade att börja med personliga rymdflygningar 2007, men av olika anledningar har detta försenats. Det är dock bara korta flygningar i måttlig fart, som når drygt 85 km höjd, och inte omloppsbana. Internationella flygfederationen (FAI) har definierat 100 km som en officiell gräns till rymden (Karmanlinjen), vilket Virgin Galactic inte når upp till med SpaceShip Two. De når dock upp till den gräns som USA:s väpnade styrkor satt upp för att få kalla en flygning rymdfärd, deras gräns är satt en höjd på ca 80 km (50 miles).
Den 29 juni 2023 genomförde Virgin Galactic sin första kommersiella flygning. Ombord fanns fyra personer från det italienska flygvapnet tillsammans med två piloter från Virgin Galactic.

### Blue Origin
Blue Origin är ett amerikansk företag som med hjälp av sin New Shepard-raket skjuter upp personer på en kastbanefärd till en höjd av drygt 100 km. Den första uppskjutningen med passagerare skedde under uppdraget NS-16 den 20 juli 2021. Ombord fanns bland annat Blue Origins grundare, Jeff Bezos, och Wally Funk som klarade de medicinska testen för att bli astronaut under Mercuryprogrammet, men inte fick bli astronaut på grund av att hon var kvinna. Flygningen nådde en höjd av 107 km.

### Axiom Space
Axiom Space erbjuder, genom ett samarbete med Space X, möjlighet att kunna resa till ISS. Första resan, Ax-1, lyfte mot ISS 8 april 2022. Hösten 2023 köpte svenska staten en plats på Ax-3 för att skicka upp den svenska astronauten Marcus Wandt till ISS under januari 2024.
Axiom Space planerar även att skicka upp moduler till ISS som på sikt ska kunna brytas loss för att bli en egen rymdstation där företaget ska kunna ta emot forskningslag och turister. De första segmenten planeras att skjutas upp under 2026.

## Rymdturister
Rysslands rymdbolag har skickat upp sju stycken rymdturister, till priset 20-40 miljoner US-dollar:
| Nr | Bild                        | Namn                                                                 | Mål                         | Uppskjutning                                          | Landning                                              | Längd            | Bolag            |
| -- | --------------------------- | -------------------------------------------------------------------- | --------------------------- | ----------------------------------------------------- | ----------------------------------------------------- | ---------------- | ---------------- |
| 1  |                             | Dennis Tito                                                          | International Space Station | Sojuz TM-32 28 april 2001                             | Sojuz TM-31 6 maj 2001                                | 8 dagar          | Space Adventures |
| 2  |                             | Mark Shuttleworth                                                    | International Space Station | Sojuz TM-34 25 april 2002                             | Sojuz TM-33 5 maj 2002                                | 10 dagar         | Space Adventures |
| 3  |                             | Gregory Olsen                                                        | International Space Station | Sojuz TMA-7 1 oktober 2005                            | Sojuz TMA-6 11 oktober 2005                           | 10 dagar         | Space Adventures |
| 4  |                             | Anousheh Ansari /                                                    | International Space Station | Sojuz TMA-9 18 september 2006                         | Sojuz TMA-8 29 september 2006                         | 10 dagar         | Space Adventures |
| 5  |                             | Charles Simonyi /                                                    | International Space Station | Sojuz TMA-10 7 april 2007                             | Sojuz TMA-9 21 april 2007                             | 10 dagar         | Space Adventures |
| 5  | International Space Station | Charles Simonyi /                                                    | Sojuz TMA-14 26 mars 2009   | Sojuz TMA-13 8 april 2009                             | 14 dagar                                              | Space Adventures |                  |
| 6  |                             | Richard Garriott /                                                   | International Space Station | Sojuz TMA-13 12 oktober 2008                          | Sojuz TMA-12 23 oktober 2008                          | 13 dagar         | Space Adventures |
| 7  |                             | Guy Laliberté                                                        | International Space Station | Sojuz TMA-16 30 september 2009                        | Sojuz TMA-14 11 oktober 2009                          | 12 dagar         | Space Adventures |
| 8  |                             | Jared Isaacman\| Sian Proctor Hayley Arceneaux Christopher Sembroski | Låg omloppsbana             | Crew Dragon Resilience 16 september 2021 Inspiration4 | Crew Dragon Resilience 19 september 2021 Inspiration4 | 3 dagar          | SpaceX           |
| 9  |                             | Yusaku Maezawa Yozo Hirano                                           | International Space Station | Sojuz MS-20 8 december 2021                           | Sojuz MS-20 20 december 2021                          | 12 dagar         | Space Adventures |
| 10 |                             | Eytan Stibbe Larry Connor Mark Pathy                                 | International Space Station | Crew Dragon Endeavour 8 april 2022 Ax-1               | Crew Dragon Endeavour 25 april 2022                   | 17 dagar         | Axiom Space      |
| 11 |                             | John Shoffner                                                        | International Space Station | Crew Dragon Freedom 21 maj 2023 Ax-2                  | Crew Dragon Freedom 31 maj 2023                       | 10 dagar         | Axiom Space      |
| 12 |                             | Jared Isaacman\| Scott Poteet Sarah Gillis Anna Menon                | Medelhög omloppsbana        | Crew Dragon Resilience 10 september 2024 Polaris Dawn | Crew Dragon Resilience 15 september 2024 Polaris Dawn | 4 dagar          | SpaceX           |

## Kastbanefärd
| Datum                             | Längd         | Flygning    | Turister                                                                                         | Bolag           |
| --------------------------------- | ------------- | ----------- | ------------------------------------------------------------------------------------------------ | --------------- |
| 20 juli 2021 (RSS First Step)     | 10 minuter    | NS-16       | Jeff Bezos Mark Bezos Oliver Daemen Wally Funk                                                   | Blue Origin     |
| 13 oktober 2021 (RSS First Step)  | 10 minuter    | NS-18       | William Shatner Chris Boshuizen Audrey Powers Glen de Vries                                      | Blue Origin     |
| 11 december 2021 (RSS First Step) | 10 minuter    | NS-19       | Lane Bess Cameron Bess Evan Dick Laura Shepard Churchley Michael Strahan Dylan Taylor            | Blue Origin     |
| 31 mars 2022 (RSS First Step)     | 10 minuter    | NS-20       | Marty Allen Sharon Hagle Marc Hagle Jim Kitchen George Nield Gary Lai                            | Blue Origin     |
| 4 juni 2022 (RSS First Step)      | 10 minuter    | NS-21       | Evan Dick Katya Echazarreta Hamish Harding Victor Correa Hespanha Jaison Robinson Victor Vescovo | Blue Origin     |
| 4 augusti 2022 (RSS First Step)   | 10 minuter    | NS-22       | Coby Cotton Mário Ferreira Vanessa O'Brien Clint Kelly III Sara Sabry Steve Young                | Blue Origin     |
| 10 augusti 2023 (VSS Unity)       | 15 minuter    | Galactic 02 | Jon Goodwin Keisha Schahaff Anastatia Mayers                                                     | Virgin Galactic |
| 8 september 2023 (VSS Unity)      | 15 minuter    | Galactic 03 | / Timothy Nash Adrian Reynard Ken Baxter                                                         | Virgin Galactic |
| 6 oktober 2023 (VSS Unity)        | 15 minuter    | Galactic 04 | Namira Salim Trevor Beattie Ron Rosano                                                           | Virgin Galactic |
| 2 november 2023 (VSS Unity)       | 15 minuter    | Galactic 05 | Ketty Maisonrouge                                                                                | Virgin Galactic |
| 26 januari 2024 (VSS Unity)       | 15 minuter    | Galactic 06 | / Lina Borozdina Robie Vaughn Franz Haider Neil Kornswiet                                        | Virgin Galactic |
| 19 maj 2024 (RSS First Step)      | 9 min, 53 sek | NS-25       | Mason Angel Sylvain Chiron Ed Dwight Carol Schaller Kenneth Hess Thotakura Gopichand             | Blue Origin     |
| 8 juni 2024 (VSS Unity)           | 15 minuter    | Galactic 07 | / Tuva Cihangir Atasever Giorgio Manenti / Irving Pergament Andy Sadhwani                        | Virgin Galactic |
| 29 augusti 2024 (RSS First Step)  | 10 min, 8 sek | NS-26       | / Nicolina Elrick Karsen Kitchen Rob Ferl Eugene Grin / Eiman Jahangir / Ephraim Rabin           | Blue Origin     |